# Canon EOS 77D
Die Canon EOS 77D (in Japan: EOS 9000D) ist eine digitale Spiegelreflexkamera des japanischen Herstellers Canon. Sie wurde im April 2017 in den Markt eingeführt und ist als Einzelgehäuse sowie als Kit mit dem für die Fokussierung bei Videoaufnahmen optimierten, ebenfalls neu eingeführten Objektiv EF-S 18-55mm f/4-5.6 IS STM erhältlich.

## Technische Merkmale
In der Kamera ist ein 24,2-Megapixel-CMOS-Bildsensor im APS-C-Format verbaut. Im Weiteren verfügt sie über folgende technische Merkmale:
- 24-Megapixel-Sensor mit 6000 × 4000 Bildpunkten
- Autofokus: 45 AF-Kreuzsensoren, 27 AF-Felder auch bei f/8.0 noch aktiv
- Dual-Pixel-Technologie
- Integriertes WLAN (IEEE 802.11b/g/n) ermöglicht die kabellose Steuerung mittels mobiler Endgeräte oder eines PCs.
- Dynamic NFC (nur mit kompatiblen Android-Geräten)
- Bluetooth (Version 4.1); ermöglicht die Verbindung mit der Canon Connect-App (auch mit WLAN möglich).
- Aufnahme von Videos mit bis zu 60 Bildern pro Sekunde in Full-HD-Auflösung bzw. bis zu 60 Bildern/Sekunde in 720p-Auflösung
- Serienaufnahmen mit 6 Bildern pro Sekunde
- Belichtungsindex von ISO 100 bis 25.600, erweiterbar auf ISO 51.200
- DIGIC-7-Prozessor